# 加藤英美里
加藤 英美里（かとう えみり、1983年11月26日 - ）は、日本の女性声優、歌手、女優。東京都福生市出身。スターダストプロモーション所属。ファンクラブ会員は「エミリスト」と呼ばれる。

## 来歴

### 声優になるまで
小さい頃はイラストレーター、webデザイナーなどに興味があったため、デザイン系のクリエイターを目指すつもりだったという。
高校3年生の時に、友人からアミューズメントメディア総合学院の学校見学に誘われ一緒に参加し、その後、声優の道へ進むことになった。現在はパンフレットの表紙や公式ホームページの「卒業生メッセージ」に掲載されている。

### キャリア
2004年に声優デビューを果たし、『今日からマ王!』で演じた3人組メイドの1人・ドリアがデビュー作である。『マ王!』のアニメイベントには3人組メイドのコスプレで登場した。同年に『ネポス・ナポス』のネポ役で初主演を果たす。
2006年の『出ましたっ!パワパフガールズZ』では主役の赤堤ももこ（ハイパー・ブロッサム）役を演じ、2007年放送にはテレビアニメ『らき☆すた』にて柊かがみ役で出演した。『らき☆すた』では、平野綾・福原香織・遠藤綾と共に歌ったオープニング主題歌「もってけ!セーラーふく」が、2007年の第12回アニメーション神戸にて主題歌賞（ラジオ関西賞）を受賞している。
2008年には1stアルバム『vivid』で歌手としての活動を開始、以降は声優業の他、個人名義での音楽活動も行っている。2010年10月10日には1stライブ『Splash of waters』を開催した。
2011年、福原香織と共に声優ユニット『かと*ふく』を結成（同ユニットは、2016年に活動休止）。
2011年にはNHK「おかあさんといっしょ」の人形劇『ポコポッテイト』にて、ヒロインのミーニャ役を担当。
声優アワードでは、第2回（2008年）に「新人女優賞」と「歌唱賞」を受賞、第6回（2012年）に「助演女優賞」を受賞している。

### 現在まで
2022年1月31日、デビュー時から所属していた81プロデュースを退所、2か月間のフリー期間を経て、4月1日付でスターダストプロモーションに所属。
2022年12月、テレビ朝日系ドラマ『科捜研の女 2022 Season22』の水川真由美役で本格的な女優デビュー。2023年1月からは、ドラマ『警視庁インサイダー〜警務課・米光麻紀のランチ捜査〜』にも出演する。

## 人物
鹿野優以とは高校時代からの友人である。
高校時代は委員会活動がなく、軽音楽部にてドラムを担当していた。
ゲームが好きで、ゲーム紹介番組『A&G GAME MASTER GT-R』、『ヴァナTVラジオ』のパーソナリティも務めている。特に『ファイナルファンタジーXI』のファンであり、初めてプレイしたゲームは『エキサイトバイク』であり、いまでも「面白いから」の理由でやり続けている。
お笑い芸人ではさまぁ〜ずのファンである。
音域はC - E。
役柄として、元気で明るいキャラクターを演じることが多い。2010年の『バカとテストと召喚獣』では中性的な少年の木下秀吉を担当し、同時に秀吉の姉である木下優子も兼任。この二人は双子だが、性格・性別の異なるそれぞれを一人で演じ分けた。『ソウルイーター』では、ブレア役で初めてお色気キャラを演じた。また、演じる際のコツとしては「息多めに喋ること」とのこと。
近眼のため、アフレコやテレビ出演の時は眼鏡をかける場合がある。
趣味・特技は描画、インテリアショップ巡り、観葉植物、カメラ撮影。
座右の銘は「何とかなる」。

## エピソード
『今日からマ王!』のドリア役がデビュー作となったが、まだ新人声優だった当時は周囲の人気声優たちの中で萎縮し、その上収録中も緊張のあまり何度もNGを出してしまい、居残って収録する羽目になった経験がある。本人は、この経験からプロの声優の凄さを実感したことを語っている。
『ARIA The NATURAL ドラマCD I』のテーマトークキャストクレジットで、小さな頃の夢は「アニメのキャラになること」、具体的には「空を飛んで電撃を放つ女の子」だったと語っている。
『魔法少女まどか☆マギカ』でマスコットキャラクター・キュゥべえ役を演じたが、制作スタッフから一切番組の内容が伝えられず、「ただ可愛く演じてほしい」との要求のまま演じることになった。しかし、第3話で徐々に腹黒い一面が表に出てくるようになり、「あれ、おかしいぞ」と思うようになった。スタッフに真意を問いただしてからは、真のキュゥべえの心で演じるようになったという。魔法少女もののマスコットキャラ役と悪役は以前からやってみたいと思っていたが、その2つのポジションを兼ね揃えたキュゥべえの役は一石二鳥だった。ただ、正体をわかってからは悪役とは考えず、キュゥべえなりの使命を果たすつもりで演じようと思ったという。

## 出演
太字はメインキャラクター。

### テレビアニメ
2004年
- 今日からマ王!（2004年 - 2008年、ドリア、娘、女の子）
- とっとこハム太郎（サボテンブラザースB）
- ネポス・ナポス（ネポ）

2005年
- ああっ女神さまっ（2005年 - 2006年、女性、少女） - 2シリーズ
- 交響詩篇エウレカセブン（アゲハC）
- ノエイン もうひとりの君へ（女子生徒A）
- MÄR-メルヘヴン-（子供）

2006年
- ARIA The NATURAL（若い女性、ペアウンディーネB）
- ウィンターガーデン（女子店員C）
- きらりん☆レボリューション（風真海）
- 砂沙美☆魔法少女クラブ（梅津園子）
- すもももももも 地上最強のヨメ（犬塚孝士〈幼少時代〉）
- 出ましたっ!パワパフガールズZ（赤堤ももこ / ハイパー・ブロッサム、もも）
- ツバサ・クロニクル（女たち）
- となグラ!（女子生徒）
- パンプキン・シザーズ（メイド）
- ふしぎ星の☆ふたご姫 Gyu!（2006年 - 2007年、シフォン）
- xxxHOLiC（女子高生〈エンゼル〉A、占い師の受付嬢、メイド、スイセン、コンビニの店員）
- 魔界戦記ディスガイア（アーチャー）
- 味楽る!ミミカ（押牛あがり）

2007年
- アイドルマスター XENOGLOSSIA（ほとけ、オペレーター、店員）
- しゅごキャラ!（2007年 - 2008年、友人、蜷川ひとみ） - 2シリーズ
- ぜんまいざむらい（子狐のツキネ、バケネコ、おかめのお面）
- DARKER THAN BLACK -黒の契約者-（茅沼キコ）
- デルトラクエスト（少女）
- 東京魔人學園剣風帖 龖（久我山ゆう子、チビ龍麻、女子A、少女、女生徒2、弓道部員A） - 2シリーズ
- トレジャーガウスト（芽栗亜衣）
- ハヤテのごとく!（2007年 - 2013年、霞愛歌、女子生徒、パリジェンヌ、店員） - 3シリーズ
- Myself ; Yourself（女生徒）
- ムシウタ（スネイル、生徒達）
- らき☆すた（柊かがみ）

2008年
- あかね色に染まる坂（綾小路華恋）
- H2O -FOOTPRINTS IN THE SAND-（八雲雪路）
- 仮面のメイドガイ（和泉英子）
- 黒執事（2008年 - 2025年、メイリン） - 5シリーズ
- ゲゲゲの鬼太郎（第5作）（幸子）
- スキップ・ビート!（渚）
- スケアクロウマン（女の子）
- ソウルイーター（ブレア）
- テレパシー少女 蘭（磯崎蘭）
- のらみみ（マイちゃん）
- 破天荒遊戯（子供）
- Mnemosyne-ムネモシュネの娘たち-（前埜輝紀）

2009年
- アラド戦記〜スラップアップパーティー〜（ミンタイ）
- ささめきこと（鳥追きより）
- 絶対可憐チルドレン（玉置カズラ）
- DARKER THAN BLACK -流星の双子-（茅沼キコ）
- NEEDLESS（ディスク）
- 〈物語〉シリーズ（2009年 - 2019年、八九寺真宵） - 6シリーズ
- プリンセスラバー!（鳳条院聖華）
- メタルファイト ベイブレード（2009年 - 2011年、湯宮ケンタ） - 3シリーズ

2010年
- Angel Beats!（関根しおり）
- おおかみかくし（摘花五十鈴）
- STAR DRIVER 輝きのタクト（マキナ・ルリ）
- 生徒会役員共（2010年 - 2014年、五十嵐カエデ） - 2シリーズ
- それでも町は廻っている（伊勢崎恵梨）
- バカとテストと召喚獣（2010年 - 2011年、木下秀吉、木下優子） - 2シリーズ
- バクマン。（エイミー）
- 名探偵コナン（2010年 - 2022年、女子、末永末子、平沢真美子）
- 夢色パティシエール（新垣夏希、オランジュ）

2011年
- アドリブアニメ研究所（雷夏）
- UN-GO（常実公美）
- SKET DANCE（吉彦、ウサギ）
- だぶるじぇい（有馬小夜）
- 電波女と青春男（御船流子）
- ドラゴンクライシス!（サフィ）
- 爆丸バトルブローラーズ ニューヴェストロイア（ジョージ）
- はっぴ〜カッピ（カッピ）
- ベン・トー（著莪あやめ）
- ほんとにあった!霊媒先生（新田エリ、かめ、ねこ、科学部部長、貧乏神、夏菜子）
- 魔法少女まどか☆マギカ（キュゥべえ）
- まりあ†ほりっく あらいぶ（宮前みき）
- ゆるゆり（2011年 - 2015年、大室櫻子） - 4シリーズ

2012年
- 織田信奈の野望（織田信勝 / 津田信澄）
- さんかれあ（メイド秋野）
- つり球（ココ）
- 武装神姫（クララ / セイレーン型 エウクランテ、クラウディ）
- めだかボックス（不知火半袖） - 2シリーズ

2013年
- 最強銀河 究極ゼロ 〜バトルスピリッツ〜（マリポーザ）
- 声優戦隊ボイストーム7（五反野優 / ボイスファイブ）
- 戦勇。（ヒメちゃん）
- たまごっち! シリーズ（2013年 - 2015年、みらいっち） - 2シリーズ
- Fate/kaleid liner プリズマ☆イリヤ（2013年 - 2016年、嶽間沢龍子） - 4シリーズ
- プリティーリズム・レインボーライブ（2013年 - 2014年、彩瀬なる）
- 僕は友達が少ないNEXT（高山ケイト）
- ポケットモンスター ミュウツー〜覚醒への序章〜（アンナ）
- ゆゆ式（岡野弟）
- ログ・ホライズン（2013年 - 2021年、アカツキ） - 3シリーズ

2014年
- 異能バトルは日常系のなかで（九鬼円）
- Wake Up, Girls!（2014年 - 2018年、近藤麻衣） - 2シリーズ
- ガールフレンド（仮）（鈴河凜乃）
- ケロロ 〜keroro〜（火ノ原灯）
- それでも世界は美しい（リーザ）
- 団地ともお（ハスミ）
- ディーふらぐ!（風間之江）
- 七つの大罪（2014年 - 2021年、ルイジ、デルトレー） - 3シリーズ
- なりヒロwww（DP）
- のうりん（若旦那）
- ハマトラ（はじめ） - 2シリーズ
- プリティーリズム・オールスターセレクション（彩瀬なる）
- モモキュンソード（トウテツ）

2015年
- オーバーロード（2015年 - 2022年、アウラ・ベラ・フィオーラ） - 4シリーズ
- がっこうぐらし!（太郎丸）
- 終わりのセラフ 名古屋決戦編（円藤弥生）
- ミニはま（はじめ）

2016年
- アクティヴレイド -機動強襲室第八係- 2nd（原口ゆりあ）
- 怪盗ジョーカー（チャパ・ティー）
- カミワザ・ワンダ（2016年 - 2017年、テララ、レールミン、ユメミン、ハムちゃん、おばあちゃんA、ネコ、ハートミン）
- クレヨンしんちゃん（阿久瀬留美）
- シュヴァルツェスマーケン（ファム・ティ・ラン）
- ドラえもん（テレビ朝日版第2期）（2016年 - 2021年、コニー、女子A、綿毛）
- ハンドレッド（クリス・シュタインベルト）

2017年
- CHAOS;CHILD（エリンフレイ・オルジェル）
- 小林さんちのメイドラゴン（2017年 - 2021年、才川リコ） - 2シリーズ
- ハンドシェイカー（芥川夫人）
- GRANBLUE FANTASY The Animation（2017年 - 2019年、シェロカルテ） - 2シリーズ
- 境界のRINNE（黒星三世）
- Fate/Apocrypha（ロシェ・フレイン・ユグドミレニア）
- バトルガール ハイスクール（綿木ミシェル）
- Q〜こどものための哲学（ルルちゃん）
- このはな綺譚（志乃）
- デュエル・マスターズ（れく太）
- おそ松さん（クミ）

2018年
- スナックワールド（ゴエモン）
- 怪獣娘 〜ウルトラ怪獣擬人化計画〜（ゼットン）
- BanG Dream! ガルパ☆ピコ（2018年 - 2022年、上原ひまり） - 3シリーズ
- 深夜!天才バカボン（あいか）
- ぷれぷれぷあです（アウラ・ベラ・フィオーラ）
- 異世界魔王と召喚少女の奴隷魔術（2018年 - 2021年、エデルガルト） - 2シリーズ
- CONCEPTION（粉月マヒル、バルゴ）
- うちのメイドがウザすぎる!（きぬえ）
- パズドラ（2018年 - 2025年、ユウ、製造番号302）

2019年
- BanG Dream!（2019年 - 2022年、上原ひまり） - 2シリーズ + 1作品
- ポプテピピック TVスペシャル 朱雀ver.（ポプ子〈第14話Aパート〉）
- まほうのルミティア Luminary Tears（ラビル）
- 異世界かるてっと（2019年 - 2020年、アウラ） - 2シリーズ
- キラッとプリ☆チャン（2019年 - 2021年、幸瀬なる、彩瀬なる）
- ジモトがジャパン（2019年 - 2020年、萱原ナオ、湊未来、楜沢ケー子、銀行員）
- ニンジャボックス（トンカチ）
- スタンドマイヒーローズ PIECE OF TRUTH（男の子、宮瀬豪〈少年期〉）
- どるふろ（2019年 - 2020年、ST AR-15） - 2シリーズ

2020年
- マギアレコード 魔法少女まどか☆マギカ外伝（2020年 - 2022年、キュゥべえ / 小さいキュゥべえ、ウワサさん、カーラジオの声） - 3シリーズ
- かくしごと（ナディラ）
- 継つぐもも（砂織）
- ぐらぶるっ!（シェロカルテ）
- 炎炎ノ消防隊 弐ノ章（ブレア）
- 魔法科高校の劣等生（2020年 - 2024年、黒羽文弥） - 2シリーズ + スペシャル

2021年
- レゴ モンキーキッド（キッド）
- デュエル・マスターズ キング!（角古れく太）
- 乙女ゲームの破滅フラグしかない悪役令嬢に転生してしまった…X（イアン・スティアート〈幼少期〉）

2022年
- ドールズフロントライン（ST AR-15）
- ニンジャラ（クロエ）
- かぎなど（関根）
- SPY×FAMILY（2022年 - 2023年、ベッキー・ブラックベル、エージェントM） - 3シリーズ
- ハナビちゃんは遅れがち（コジロー）
- 邪神ちゃんドロップキックX（イルカ）
- 恋愛フロップス（ソド）
- デリシャスパーティ♡プリキュア（館本飯菜〈タテモッティ〉）

2023年
- ふしぎ駄菓子屋 銭天堂（百瀬彩音）
- BanG Dream! It's MyGO!!!!!（上原ひまり）

2025年
- メダリスト（高峰瞳）

### 劇場アニメ
2006年
- ゲド戦記
- 真救世主伝説 北斗の拳 ラオウ伝 激闘の章

2009年
- 声を聞かせて（八木沢優衣）
- 星に願いを Fantastic Cat（リリィ）

2010年
- 劇場版 メタルファイト ベイブレード VS太陽 〜灼熱の侵略者ソルブレイズ〜（湯宮ケンタ）

2011年
- 名探偵コナン 沈黙の15分（千草香織）

2012年
- ぷかぷかジュジュ（ミカ）
- 劇場版 魔法少女まどか☆マギカ（2012年 - 2026年、キュゥべえ） - 4作品

2013年
- スタードライバー THE MOVIE（マキナ・ルリ）

2014年
- Wake Up, Girls! シリーズ（2014年 - 2015年、近藤麻衣） - 3作品
- 劇場版 プリティーリズム・オールスターセレクション プリズムショー☆ベストテン（彩瀬なる）

2015年
- 劇場版 プリパラ み〜んなあつまれ!プリズム☆ツアーズ（彩瀬なる）
- 劇場版 ミニはま（はじめ）
- Fw:ハマトラ（はじめ）

2017年
- 劇場版 黒執事 Book of the Atlantic（メイリン）
- 劇場版 オーバーロード 不死者の王 / 漆黒の英雄（アウラ・ベラ・フィオーラ） - 2作品　
- KING OF PRISM -PRIDE the HERO-（彩瀬なる）
- 劇場版 生徒会役員共（2017年 - 2021年、五十嵐カエデ、小山リカ） - 2作品

2018年
- 劇場版 プリパラ&キラッとプリ☆チャン きらきらメモリアルライブ（彩瀬なる）
- モンスターストライク THE MOVIE ソラノカナタ（ハクア）

2019年
- BanG Dream! FILM LIVE / 2nd Stage（2019年 - 2021年、上原ひまり） - 2作品

2020年
- KING OF PRISM ALL STARS -プリズムショー☆ベストテン-（シュワルツ親衛隊）

2021年
- 劇場版 BanG Dream! Episode of Roselia II：Song I am.（上原ひまり）

2022年
- 劇場版 BanG Dream! ぽっぴん'どりーむ!（上原ひまり）
- 劇場版 異世界かるてっと 〜あなざーわーるど〜（アウラ）

2023年
- 劇場版 SPY×FAMILY CODE: White（ベッキー・ブラックベル）

2024年
- 大室家（大室櫻子） - 2作品

2025年
- KING OF PRISM-Your Endless Call-み〜んなきらめけ!プリズム☆ツアーズ（彩瀬なる）
- 小林さんちのメイドラゴン さみしがりやの竜（才川リコ）

### OVA
2005年
- アンパンマンとはじめよう! 勇気りんりん! みんなの一日（カバくん）

2007年
- 今日からマ王! R（ドリア）
- コルボッコロ（鈴、コルボッコロ）
- TAMALA ON PARADE（目覚まし時計）

2008年
- らき☆すたOVA（オリジナルなビジュアルとアニメーション）（柊かがみ）

2009年
- あかね色に染まる坂 ハードコア（綾小路華恋）
- ハヤテのごとく!! アツがナツいぜ 水着編!（霞愛歌）

2010年
- 絶対可憐チルドレン 〜愛多憎生! 奪われた未来?〜（玉置カズラ）
- ときめきメモリアル4 ORIGINAL ANIMATION 〜始まりのファインダー〜（前田一稀）
- NEEDLESS+ 〜聖リリィ学園の秘密〜（ディスク）

2011年
- 生徒会役員共（2011年 - 2014年、五十嵐カエデ） - コミックス限定版 + OVAシリーズ2作品
- バカとテストと召喚獣 〜祭〜（木下秀吉、木下優子）

2012年
- あいまい!萌えCanちぇんじ!（喜屋武知恵）
- 姫ギャル♥パラダイス（ジュエリー）

2014年
- ディーふらぐ！「ウォーター!!」（風間之江）
- Fate/kaleid liner プリズマ☆イリヤ（2014年 - 2019年、嶽間沢龍子） - 原作第4部コミックス第4巻オリジナルアニメ付きBD限定版、OVA『プリズマ☆ファンタズム』
- ゆるゆりシリーズ（2014年 - 2019年、大室櫻子） - 2作品

2015年
- 魔法少女まどか☆マギカ Concept Movie（キュゥべえ）
- Angel Beats! -Hell's Kitchen-（関根しおり）
- 黒執事 Book of Murder（メイリン）

2016年
- ぷれぷれぷれあです（アウラ・ベラ・フィオーラ）

2017年
- 世界は中島に恋をする!!（中島羽咲）
- 小林さんちのメイドラゴン（才川リコ） - TV未放送エピソード第14話

2018年
- 怪獣娘（黒）〜ウルトラ怪獣擬人化計画〜（ゼットン）

2022年
- 小林さんちのメイドラゴンS（才川リコ） - 番外編

### Webアニメ
2005年
- リーンの翼（赤ちゃん）

2007年
- Candy☆Boy（2007年 - 2008年、神山咲夜） - 2シリーズ

2009年
- 化物語（2009年 - 2010年、八九寺真宵）

2013年
- 宮河家の空腹（柊かがみ）

2014年
- 海賊王の秘宝を探せ（海賊王、ポンジリ）

2015年
- ファイナルファンタジーXI アルタナの神兵（リリゼット、カーバンクル）

2016年
- アイドロップス（ビタミンB12）
- オーバーウォッチ -ALIVE-（トレーサー）
- 怪獣娘〜ウルトラ怪獣擬人化計画〜（ゼットン）
- 暦物語（八九寺真宵）

2017年
- 青のストラーダ（海音）
- 52Hz -D side-（チアキ）
- 超游世界 BEING THE REALITY（リュウ先生）

2018年
- 接着ナイン!（十礼内加奈）

2019年
- ニンジャボックス（トンカチ）
- 少女☆寸劇 オールスタァライト（恵比寿つかさ）
- みにゆり（大室櫻子）

2020年
- ニンジャラ 瞳の秘密（クロエ）

2021年
- どるふろ -癒し篇2-（ST AR-15、AR151）
- ミニドラ（才川リコ）

2022年
- ブルーアーカイブ 1.5周年記念ショートアニメーション（勇美カエデ）

2024年
- 〈物語〉シリーズ オフ&モンスターシーズン（八九寺真宵）

### ゲーム
2004年
- イリスのアトリエ エターナルマナ（ニンフ）

2007年
- 今日からマ王! 眞マ国の休日（ドリア）
- らき☆すたの森（柊かがみ）

2008年
- あかね色に染まる坂 ぱられる（綾小路華恋）
- アットゲームズ こえペタ8 葵優輝&茅野翠編（茅野翠）
- グラナド・エスパダ（ソソ）
- ソウルイーター モノトーン プリンセス（ブレア）
- Φなる・あぷろーち2 〜1st priority〜（片岡和瑞）
- らき☆すた 〜陵桜学園 桜藤祭〜（柊かがみ）
- ルミナスアーク2 ウィル（アルティ）

2009年
- アークライズファンタジア（アデール・ネヴァンリンナ）
- あかね色に染まる坂 ぽーたぶる（綾小路華恋）
- 11eyes CrossOver（紅野澪）
- S彼氏上々〜王子の誘惑〜（村岡千亜稀）
- おおかみかくし（摘花五十鈴）
- 黒執事 Phantom & Ghost（メイリン）
- シャイニング・フォース フェザー（ピピン）
- ソウルイーター バトルレゾナンス（ブレア）
- デモンブライド（ルシフェル、しふぉん、聖魔ルシフェル）
- ときめきメモリアル4（前田一稀）
- Φなる・あぷろーち2 〜1st priority〜 ポータブル（片岡和瑞）
- 武装神姫 BATTLE RONDO（セイレーン型MMS エウクランテ）
- メタルファイト ベイブレード ガチンコスタジアム（湯宮ケンタ）
- メタルファイト ベイブレード 爆誕!サイバーペガシス（湯宮ケンタ）
- らき☆すた ネットアイドル・マイスター（柊かがみ）
- ルーンファクトリー3（トゥーナ）

2010年
- 一騎当千 XROSS IMPACT（阿斗）
- 81Keys（ユラ）
- S彼氏上々〜絡まる恋の糸〜（村岡千亜稀）
- 俺の嫁 〜あなただけの花嫁〜（ツンデレお嬢様）
- CHAOS;HEAD らぶChu☆Chu!（エリンフレイ・オルジェル）
- クイズマジックアカデミー7（マヤ）
- TATSUNOKO VS. CAPCOM ULTIMATE ALL-STARS（アイちゃん/ヤッターマン2号）
- のーふぇいと! 〜only the power of will〜（高山メイベル）
- ヒメこい（葛城撫子）
- フレーミングサマー（天宮城るい）
- メタルファイト ベイブレード 頂上決戦!ビッグバン・ブレーダーズ（湯宮ケンタ）
- メタルファイト ベイブレード 爆神スサノオ襲来!（湯宮ケンタ）
- メタルファイト ベイブレード ポータブル 超絶転生! バルカンホルセウス（湯宮ケンタ）
- らき☆すた 〜陵桜学園 桜藤祭〜 Portable（柊かがみ）
- Le Ciel Bleu 〜ル・シエル・ブルー〜（聖霊マルト）

2011年
- エルシャダイ（ナンナ）
- クイズマジックアカデミー8（マヤ）
- グロリア・ユニオン（ピンガー）
- さかあがりハリケーン Portable（綺羅凛）
- STAR DRIVER 輝きのタクト 銀河美少年伝説（マキナ・ルリ）
- セブンスドラゴン2020（ムラクモ）
- つくものがたり（クタベ）
- デモンブライド アディショナルゲイン（ルシフェル、しふぉん）
- 武装神姫 BATTLE MASTERS Mk.2（セイレーン型MMS エウクランテ）
- Re:まぜてよ★生ボイス（ちい）
- 嫁コレ（御船流子、キュゥべえ、アカツキ）

2012年
- 圧倒的遊戯 ムゲンソウルズ（シャンプル）
- 王と魔王と7人の姫君たち 〜新・王様物語〜（アマービレ）
- ガールフレンド（仮）（2012年 - 2024年、鈴河凜乃）
- クイズマジックアカデミー 賢者の扉（マヤ）
- CONCEPTION 俺の子供を産んでくれ!（粉月マヒル）
- ダウンロードボイス（椿理江花）
- トリックスター（コロネ）
- バカとテストと召喚獣 ポータブル（木下秀吉、木下優子）
- 化物語 ポータブル（八九寺真宵）
- 姫ギャル♥パラダイス メチカワ! アゲ盛り↑センセーション!（ジュエリー）
- 魔法少女まどか☆マギカ オンライン（キュゥべえ）
- 魔法少女まどか☆マギカ ポータブル（キュゥべえ）
- みっくすりとる（ケオン、ナビゲーター）
- 夕暮れのバルキリーズ（六波羅しろな）
- ルーンファクトリー4（トゥーナ）

2013年
- アイログ（長田育恵）
- アクセル・ワールド ―加速の頂点―（クロム・ファルコン）
- 圧倒的遊戯 ムゲンソウルズZ（シャンプル、セルフィーナ）
- クイズマジックアカデミー 賢者の扉 Season2（マヤ）
- 劇場版 魔法少女まどか☆マギカ The Battle Pentagram（キュゥべぇ）
- CODE OF JOKER（鈴森まりね）
- ゴッドイーター2（香月ナナ）
- 神撃のバハムート（アビー、ルノア、モリアナ）
- セブンスドラゴン2020-II（ムラクモ、イズミ＝サクラバ）
- たまごっち! せーしゅんのドリームスクール（みらいっち）
- チェインクロニクル（フィーンド、アカツキ）
- プリティーリズム（なる）
- プリティーリズム・レインボーライブ きらきらマイ☆デザイン（なる）
- Princess Arthur（エレイン）
- ペーパーマン（M202）
- ラブ☆トレ 〜Bitter〜（三城真白）

2014年
- アンジュ・ヴィエルジュ 〜第2風紀委員 ガールズバトル〜（システムNP＝ゼシカ、シェイミー）
- インフィニタ・ストラーダ（リリス）
- Wake Up, Girls! ステージの天使（近藤麻衣）
- 俺の屍を越えてゆけ2（田鶴姫、若竹コサン、鏡国天有寿）
- CHAOS;CHILD（エリンフレイ・オルジェル）
- 禁忌のマグナ（サリナ）
- クイズマジックアカデミー 天の学舎（マヤ）
- グランブルーファンタジー（2014年 - 2024年、シェロカルテ、アビー、ハールート・マールート、コトン・ブルー、コトン・マロン、エレフセリア、リリゼット） - 4作品
- 戦場の円舞曲（コレット）
- チェインクロニクル 〜絆の新大陸〜（オネット）
- チェインクロニクルV（オネット）
- ハマトラ Look at Smoking World（はじめ）
- ファントム オブ キル（カドケウス）
- プリパラ（マイキャラ）
- 魔法少女大戦 ZANBATSU（稲田真姫）

2015年
- Angel Beats! -1st beat-（関根）
- 終わりのセラフ 運命の始まり（円藤弥生）
- クイズマジックアカデミー 暁の鐘（マヤ）
- 劇場版 魔法少女まどか☆マギカ MAGICARD BATTLE（キュゥべぇ）
- 限界凸起 モエロクリスタル（モンモ）
- ゴッドイーター2 レイジバースト（香月ナナ）
- 出動! 美女ポリス（鳳仙あかね）
- シュヴァルツェスマーケン 紅血の紋章（ファム・ティ・ラン）
- 白猫プロジェクト（ミシェル）
- しんけん!!（鬼丸つな）
- セブンスドラゴンIII code:VFD（ムラクモ）
- 戦国アスカZERO（孫六兼元）
- 戦国姫譚MURAMASA-雅-（前田慶次）
- 七つの大罪 ポケットの中の騎士団（デルドレー）
- バトルガール ハイスクール（綿木ミシェル）
- PROJECT X ZONE 2：BRAVE NEW WORLD（香月ナナ）
- ボーダーブレイク スクランブル武（OZ）
- ポポロクロイス牧場物語（クローディア）

2016年
- IRroid〜恋の有効フロンティア〜（空閑蘭子）
- イノセントベイン（源実生）
- ヴァンパイア†ブラッド -月戯-（関美奈羽）
- ウチの姫さまがいちばんカワイイ（髪飾姫 リボン・ヴァレッタ）
- オーバーウォッチ（トレーサー）
- オルタンシア・サーガ -蒼の騎士団-（レティシア、カノン）
- コード・オブ・ジョーカーS（パイモン）
- 逆転裁判6（ボクト・ツアーニ）
- クイズRPG 魔法使いと黒猫のウィズ（2016年 - 2024年、アリス・スチュアート、エリカ・オイリン、キュゥべえ）
- シノビナイトメア（アマテラス）
- Shadowverse（マスターレディセージ）
- 戦国乙女 〜LEGEND BATTLE〜（大友ソウリン）
- シュヴァルツェスマーケン 殉教者たち（（ファム・ティ・ラン
- SOUL REVERSE ZERO（クリュセイス、アナスタシア、グレーテル、ジャンヌ・ダルク、サクヤ）
- ドラゴンジェネシス（イルダーナ）
- モン娘☆は〜れむ（ゼットン）

2017年
- 御城プロジェクト:RE（アンボワーズ城、大洲城）
- スペシャルフォース2（Haruka.G）
- 戦艦少女R（ウゴリーノ・ヴィヴァルディ、肇和、吹雪）
- バンドリ！ ガールズバンドパーティ！（2017年 - 2023年、上原ひまり）
- マギアレコード 魔法少女まどか☆マギカ外伝（2017年 - 2022年、キュゥべえ / 小さいキュゥべえ、ウワサさん、八九寺真宵）
- モンスターストライク（2017年 - 2023年、八九寺真宵、キュゥべえ、ベッキー・ブラックベル）
- ルナプリ from 天使帝國（ニーナ）
- ディシディア ファイナルファンタジー オペラオムニア（リリゼット）

2018年
- アズールレーン（2018年 - 2024年、電、野分）
- 聖剣伝説2 SECRET of MANA（ポポイ）
- ブラウンダスト（クリスティナ）
- プリパラ オールアイドルパーフェクトステージ!（マイキャラ）
- キラッとプリ☆チャン（2018年 - 2020年、幸瀬なる、マイキャラ）
- テリアサーガ（セリス）
- Re:ステージ!プリズムステップ（柊かがみ）
- 京刀のナユタ（街風一織）
- 異世界魔王と召喚少女の奴隷魔術 X Reverie（エデルガスト）
- 魔法科高校の劣等生 LOST ZERO（黒羽文弥）
- 少女☆歌劇 レヴュースタァライト -Re LIVE-（2018年 - 2023年、恵比寿つかさ）
- ホップステップジャンパーズ（クララ）

2019年
- アナザーエデン 時空を超える猫（わら坊）
- ゴシックは魔法乙女〜さっさと契約しなさい!〜（ゼットン）
- CONCEPTION PLUS 俺の子供を産んでくれ!（粉月マヒル）
- プレカトゥスの天秤（トオセ・クシナ）
- ルルアのアトリエ 〜アーランドの錬金術士4〜（リーザ・フォン・バイシュミット）
- Ash Tale -風の大陸-（ラクーム）
- D.C.4 〜ダ・カーポ4〜（逢見諳子）
- ドラゴンクエストXI 過ぎ去りし時を求めて S（テバとサキ、ぱふぱふ娘〈エドゥリス〉）
- ワールドフリッパー（スイゼン、イリス、ホーニィ、ミュウ）
- エルソード（ラビィ）
- ニンジャボックス（トンカチ）
- MASS FOR THE DEAD（アウラ・ベラ・フィオーラ）
- League of Legends（ユーミ）

2020年
- ラストオリジン（グリフォン）
- ローリングスフィア（ハマル）
- ブリガンダイン ルーナジア戦記（ジンジャー・グスタフ）
- eBASEBALLパワフルプロ野球2020（ニャプテト）
- 戦国RENKA ズーム!（織田信長、本多忠勝）
- 武装神姫 アーマードプリンセス バトルコンダクター（エウクランテ）

2021年
- D.C.4 Fortunate Departures 〜ダ・カーポ4〜 フォーチュネイトデパーチャーズ（逢見諳子）
- 探偵撲滅（科学探偵）
- パズルガールズ（神通、ミネアポリス）
- きららファンタジア（スズラン）

2022年
- ソウルタイド（葉月ゆき）
- 聖剣伝説 ECHOES of MANA（ポポイ）
- ブルーアーカイブ -Blue Archive-（2022年 - 2023年、勇美カエデ）
- シン・クロニクル（フレイヤ）
- 共闘ことばRPG コトダマン（2022年 - 2023年、ベッキー・ブラックベル、アウラ、八九寺真宵）

2023年
- ルーンファクトリー3スペシャル（トゥーナ）
- 崩壊:スターレイル（白露）
- アイドルランドプリパラ（マイキャラゲームボイス）

2024年
- ペルソナ3 リロード（西脇結子）

2025年
- 魔法少女まどか☆マギカ Magia Exedra（キュゥべえ）
- 新月同行（音希）

### ドラマCD
2006年
- ARIA The NATURAL Drama CD 1「素敵な先輩」（アツミ / スイートフェアリー）
- Venus Versus Virus（京子）
- 篁破幻草子 第2巻〜六道の辻に鬼の哭く〜（酒人内親王）

2007年
- クロム・ブレイカー（女生徒）

2008年
- 美少女忍者 シャイニンガール! 豪華版ドラマCD（藤林ミヤビ、ジュウベエ）
- らき☆すた ドラマCD（ドラマがコンプリートなディスク）（柊かがみ）

2009年
- あかね色に染まる坂（綾小路華恋）
- おとまりHONEY（高山楓）
- 純真ミラクル100%（奥村 / オクソン）
- 先生がイロイロと熱心で眠れないCD（岡村千尋）
- Doubt（山本美弥子）
- デモンブライド（ルシフェル）
- 佰物語（八九寺真宵）
- バス走る。「オトナの制服」（雛焚）
- P.S.すりーさん（ぴーちゃん）
- ラブ★ゆう（冷泉院撫子）

2010年
- えびてん 公立海老栖川高校天悶部（戸田山泉子）
- 幻想郷御伽草子 〜Witches gathering〜（レミリア・スカーレット）
- ささめきこと 〜純夏の一番長い日〜（鳥追きより）
- 魂☆姫（二ノ方サクラコ）
- バカとテストと召喚獣 〜僕と黒子と如月グランドパーク〜（木下秀吉、木下優子）
- P.S.すりーさん2011 〜開幕盤〜（ぴーちゃん、ごーちゃん）
- BE MY BABY（楡原まあさ）

2011年
- つくものがたり 〜野郎がたり〜（クタベ）
- ディーふらぐ!（風間之江）
- Fate/kaleid liner プリズマ☆イリヤ ツヴァイ!（嶽間沢龍子）
- ヒメこい（葛城撫子）
- 双×萌 FUTAMOE 〜双子の女の子が萌え萌えで眠れないCD〜（来栖愛架）
- ベン・トー（著莪あやめ）
- マイエルリンク 〜冬恋〜（マリー・ヴェッツエラ）

2012年
- 足洗邸の住人たち。（久木・初音）
- さんかれあ（メイド秋野）
- しゅらばら!（星川早少女）
- のうりん（若旦那）
- ゆるゆり さくひま放送 ON AIR!（大室櫻子）

2013年
- オーバーロード3巻 鮮血の戦乙女【単行本第3巻対象書店購入特典 オーディオドラマ】（アウラ・ベラ・フィオーラ）
- オーバーロード4巻 蜥蜴人の勇者たち【ドラマCD付特装版『封印の魔樹』】 （アウラ・ベラ・フィオーラ）
- 声優戦隊ボイストーム7（ボイスファイブ / 五反野優）
- √3＝〈ひとなみにおごれやおなご〉（久木・初音）
- ログ・ホライズン（アカツキ）

2014年
- セブンスドラゴン2020&2020-II（イズミ）
- 宮河家の空腹 〜陵桜学園高等学校文化祭は大パニックかも〜（柊かがみ）

2015年
- 今日のケルベロス（ハコ麻呂）
- 終焉ノ栞プロジェクト 終焉 -Re:act-（B香）

2016年
- オーバーロード6（漫画版）【ドラマCD付特装版『ショー・マスト・ゴー・オン』】 （アウラ・ベラ・フィオーラ）
- 長屋王残照記（吉備内親王 / 待田里美）

2017年
- That Is How I Roll!（上原ひまり）

2021年
- ドラマCD「メイドラゴンたちの日常」（才川リコ）

### ラジオドラマ
- ソラジオ 誓いのハコブエ（ロゼ）

### 吹き替え

#### 映画
- キャプテン・シンドバッド（2006年、リー）
- ブロークバック・マウンテン（2007年、アルマJr.）
- インビジブル・シングス 未知なる能力（2020年、スー〈ルビー・M・リヒテンベルク〉）

#### ドラマ
- カーダシアン家のセレブな日常（2022年、カイリー・ジェンナー）
- シー・ハルク:ザ・アトーニー（2022年、タイタニア〈ジャミーラ・ジャミル〉[232]）

#### アニメ
- きかせて!ピンキー ゆかいなお話（2006年、ピンキー）
- バービーとペガサスの魔法（2010年、ローズ）
- マイリトルポニー〜トモダチは魔法〜（2013年 - 2014年、フラッターシャイ[233]、パンプキンケーキ）
- マイリトルポニー エクエストリア・ガールズ（2015年、フラッターシャイ） - 3シリーズ
- アイス・エイジ バックの大冒険（2022年、ジー）
- メカアマト（2022年、マーラ）
- メカアマトMovie（2024年、マーラ[234]）

### デジタルコミック
- VOMIC 傷だらけの仁清（円城寺あゆみ / お嬢）
- VOMIC めだかボックス（不知火半袖）
- 携帯マンガ 煩悩寺（小沢さん）
- コミドラ てんかぶ!（織田信長）
- コミドラ 私立! 美人坂女子高校（井出マイ）
- 佐藤、私を好きってバレちゃうよ!?（2016年、中島羽咲）

### ラジオ
※はインターネット配信。
- 集英学園乙女研究部（2004年 - 2005年、文化放送・ABCラジオ）
- TOKYO→NIIGATA MUSIC CONVOY（2006年、FM PORT）
- 東京アニメセンターRADIO（2006年 - 2007年、文化放送）
- シャイニンガールれいでぃお 小町の茶飲み話（2006年 - 2009年、美少女忍者 シャイニンガール!公式サイト内※）
- らっきー☆ちゃんねる（2007年、ラジオ関西・ランティスウェブラジオ※）
- らっきー☆ちゃんねる-陵桜学園放課後の机-（2007年、ラジオ関西、ランティスウェブラジオ※）
- チャンネル81（2007年、アニメイトモバイルシリーズ 声優アニメイト+hm3 おしゃべり放送局※）宮田幸季と共に出演
- ルミナスあーくのHIME2協会（2008年、ルミナスアーク2 ウィル公式サイト内※）
- ラジオどっとあい 加藤英美里のナンカとマキアート（2008年、BBQR※・超!A&G+※・ニコニコアニメチャンネル※）
- SOUL EATER RADIO 死武専共鳴放送局 マカside（2008年 - 2009年、アニメイトTV※）
- Candy boy〜かなちゃんのいぬ間に〜（2008年 - 2009年、ニコニコアニメチャンネル※）
- A&G GAME MASTER GT-R AMspec（2008年 - 2010年、文化放送）
- A&G GAME MASTER GT-R（2008年 - 2014年、超!A&G+※）
- えりとえみりのらじおふぁいなる・あぷろーちポータブル（2008年 - 2009年、ニコニコアニメチャンネル※）
- アークライズLady Radio Hour（2009年、アークライズファンタジア公式サイト※）
- 超!mobile A&G presents 生放送!（2009年、超!A&G+※）
- メイベル&三条の のーふぇいと!ラジオ（2009年 - 2010年、音泉※）
- ラジオCHAOS;HEAD Love×2中毒注意報（2010年、音泉※）
- あか☆ぷろ!!! 〜明るい三姉妹プロジェクト〜（2010年 - 2011年、コンプティークモバイル・アニメイトTV※）
- つくものがたり 〜あやかし放送局〜（2010年 - 2011年、HiBiKi Radio Station※）
- ソウルイーターラジオ 死武専ガンガン放送部（2010年 - 2011年、ガンガンONLINE※）
- ラジオCHAOS;HEAD3 Love×2中毒注意報 Portable!（2010年 - 2011年、音泉※）
- 相沢舞・加藤英美里のいえす!萌えきゃ〜ん!（2011年、文化放送）
- ヴァナTVラジオ（2011年 - 2012年、「ファイナルファンタジーXI」公式サイト※）
- あか☆ぷろ!!! えすえす（2012年 - 2013年、アニメイトTV※）
- Super a-hour DIVE II you（2012年 - 2013年、文化放送）
- ファミ通文庫プレ15周年情報局! ニコ生スペシャル（2013年、ニコニコ動画※）
- DIVE II Station DIVE II you（2013年 - 2016年、文化放送）
- 放送してみた!（2013年 - 2014年、東海ラジオ）
- ぐらぶるちゃんねるっ!（2014年 - 、ニコニコ動画※）
- 加藤英美里・田中美海のとら娘れでぃお（2015年、文化放送アニスパ内・超!A&G+※）[235]
- オーバーロード〜至高のラジオに忠誠の儀を〜（2015年、音泉※）[236]
- HIDE AND FIRE -ハイドアンドファイア- カクれて、ヨケて、撃ちまくるラジオ！（2016年、音泉※）
- HIDE AND FIRE -ハイドアンドファイア- カクれて、ヨケて、撃ちまくるラジオ！リターンズ!!（2017年、音泉※）
- RPGツクールMV Trinity presents 佳奈と英美里のツクラー'sスタジオ（2018年、超!A&G+※）
- ラジオCONCEPTION〜私のラジオを聴いてくれ！〜（2018年 - 2019年、音泉※）[237]

### ラジオCD
- 東京アニメセンターRADIO DJCD アダルト予備校〜彼と彼女とアナタとアイツと〜
- 今日からマ王!「眞魔国放送協会（SHK）」 vol.3（ゲスト）
- 仮面のメイドガイ・強制ご奉仕ラジオ Vol.1,2（ゲスト）

### オーディオドラマ
- ボイスドラマ 美少女忍者 シャイニンガール!（藤林ミヤビ[238]、ジュウベエ）
- あたしら憂鬱中学生（亡々宮美血留[239]）
- A-KOE リアルでレベル上げしたらほぼチートな人生になった（四阿皓白）[240]
- 聴くジャン！ バイバイ人類（小熊咲[241]）
- 幼馴染とドキドキ押し入れナイト!?in修学旅行【バイノーラル】（2019年、幼馴染）

### オーディオブック
- 平浦ファミリズム（2019年、平浦岬＋一之瀬野乃花）[242]）
- こうして彼は屋上を燃やすことにした（2020年、カカシ）
- 勇者に期待した僕がバカでした（2020年、ウニベル[243]）
- 化物語・中（2021年、朗読[244]）
- 猫物語・黒（2021年、朗読[244]）
- 剣と魔法の税金対策（2022年、メイ・サー[245]）

### テレビドラマ
声優業
- セクシーボイスアンドロボ（2007年、日本テレビ） - ギャル声 役
- ねこタクシー（2010年1月 - 3月） - DJみちる 役
- 世にも奇妙な物語 '20秋の特別編 「イマジナリーフレンド」（2020年11月14日放送、フジテレビ） - ユキちゃん 役
- Q 〜こどものための哲学〜（2017年 - 、NHK Eテレ） - ルルちゃん 役

女優業
- 女子大生会計士の事件簿 第7話「Kの悲劇!角川をかける少女」（2008年11月19日、BS-i）角川書店・受付嬢 役
- 科捜研の女 2022 Season22 最終話（2022年12月20日、テレビ朝日） - 水川真由美 役[246]
- 警視庁インサイダー〜警務課・米光麻紀のランチ捜査〜（2023年1月 - 2月、TELASA） - 麦野美野里 役[247][248]

### 特撮
- 海賊戦隊ゴーカイジャーVS宇宙刑事ギャバン THE MOVIE（2012年、シスターの声）

### 人形劇
- おかあさんといっしょ「ポコポッテイト」（2011年 - 2016年、ミーニャ）

### パチンコ・パチスロ
- サムライスピリッツ鬼（2011年、リムルル）
- CR戦国乙女2 / 3（2011年 - 2013年、大友ソウリン[249][250]） - 2作品
- ハーレムエース2（2011年、アマレッティ）
- リオスパ Rioの大温泉（2011年、Rio[251]）
- 秘宝伝〜太陽を求める者達〜（2012年、コレット[252]）
- SLOT魔法少女まどか☆マギカ（2013年 - 2023年、キュゥべえ） - 6作品
- 物語シリーズ（2014年 - 2018年、八九寺真宵） - 3作品[一覧 33]
- ぱちんこ 魔法少女まどか☆マギカ（2017年 - 2019年、キュゥべえ） - 2作品
- パチスロ烈火の炎 Flame of Recca（2018年、霧沢風子[253]）
- スマスロ マギアレコード 魔法少女まどか☆マギカ外伝（2025年、キュゥべえ、小さいキュゥべえ、ウワサさん）
- e マギアレコード 魔法少女まどか☆マギカ外伝（2025年、キュゥべえ、小さいキュゥべえ、ウワサさん）

### 朗読
- ふぁんた時間 一房の葡萄

### テレビ番組
※はインターネット配信。
- Club AT-X（2005年1月 - 2006年3月） - リポーター
  - 櫻井孝宏の（笑） 第3弾（2007年7月29日、8月4日） - 板東愛、鎌田梢と共にジャッジ役として出演
- NaturalVoice 〜81Room〜（2009年4月 - アイドル専門チャンネルPigoo）[254]
- MAG・ネット（2010年）
- アドリブアニメ研究所（2011年10月15日 - 2013年3月30日）
- ヴォイス・アカデミア（2013年4月7日 - 2014年3月30日）
- 英美里・美佑といっしょに『グラブル』!（2016年7月7日 - 、ニコニコ生放送※・YouTube Live※）[255]
- ぐらぶるTVちゃんねるっ!（2019年4月7日 - 、TOKYO MX）[256]
- 発表!全ファイナルファンタジー大投票（2020年2月29日、NHK BSプレミアム）

### CM
- 全国総合アニメ文化知識検定試験（顔出し）
- コンプティーク（ナレーション）
- 月刊少年ガンガン（ナレーション）
- 月刊コンプエース（ナレーション）
- パチンコ&スロット ライブガーデン幸手権現堂店（ラジオCM、福原香織と共演）
- MBS『アニメイズム』枠移動告知CMナレーション（2015年3月期。悠木碧と共に） - 関西ローカル
- ファイナルファンタジーグランドマスターズ（ナレーション[257]）
- 日清カレーメシCM「こいつらガールズ」（2019年 王道、マシーン改、奔放系、トゲトゲ、後輩B、ヤンキー純情派、年上彼女）1人7役[258]
- サントリーフーズ『クラフトボス×テラスハウス 「9th WEEK MILK TEA COMING」篇』（2019年、ラテ[259][260]）

### ASMR
- いやでんっ！２〜癒やしの寝台列車「クラサター号」〜（2021年、アリス）
- 【どんなパジャマが好きですか?】五木ナタリー編〜美少女はコスプレが好き!?〜（2021年、五木ナタリー）

### その他コンテンツ
- ファーストモバイル写真集『EMIRIES 1』（角川モバイル）
- 第二回声優アワード 永久保存版オフィシャルDVD
- アニ店特急 2008夏（ラジオゲスト / ラジオドラマにも柊かがみ役で参加）
- らき☆すた in 武道館 あなたのためだから
- デジ皇子スペシャル（朝日放送：2008年12月22日放送）
- しゃべる☆電子写真集『EMIRIES 2 えみりのらくがきちょうスペシャル!!』（角川モバイル）
- ダウンロードボイス（椿理江花）
- アークライズファンタジアプレイ体験（Wii「みんなのニンテンドーチャンネル」）
- メタルファイト ベイブレード全爆転ブレーダーズBOOKふろく『メタルファイト ベイブレード アニメ&ホビー完全ガイドDVD』（湯宮ケンタ）
- アミューズメントメディア総合学院 広告（声優タレント科卒業生）
- バナフェス!タウン「華劇」（岨野小町）
- 引き裂かれたイレブン 〜オシムの涙〜（ミヤトビッチの息子）
- 声優&キャラコンシェル　えみりゅん（しゃべってキャラ）
- 天才てれびくんYOU - （たんぐらあ[探]）
- カメラ雑誌『CAPA』(キャパ) 2022年10月号 表紙[261][262]
- DisGOONie Presents Vol.14 reading mindfulness『chill moratorium』チルモラトリアム（2024年9月14日 - 23日、シアターH / 9月27日 - 29日、COOL JAPAN PARK OSAKA TTホール）[263]
- 朗読劇『ファイナルファンタジーXI 夢幻のウタイビト』（2025年3月1日、横浜市教育会館ホール）[264]
- わんだふるぷりきゅあ! ドリームステージ♪（2024年7月 - 2025年3月予定、エイラ[265]）

## ディスコグラフィ

### シングル
|     | 発売日        | タイトル              | 規格品番   |
| --- | ------------- | --------------------- | ---------- |
| 1st | 2009年8月19日 | update                | PCCA-70253 |
| 2nd | 2010年2月3日  | 笑顔のかたち/ふわふわ | PCCA-03092 |

### アルバム
|        | 発売日         | タイトル          | 規格品番                                      |
| ------ | -------------- | ----------------- | --------------------------------------------- |
| 1st    | 2008年12月17日 | vivid             | PCCA-02814                                    |
| 2nd    | 2009年9月2日   | One girl          | PCCA-02993                                    |
| 3rd    | 2010年10月6日  | Jump!             | PCCA-03272（初回限定盤） PCCA-03273（通常盤） |
| ベスト | 2012年1月11日  | My Favorite Songs | PCCA-03506                                    |

### キャラクターソング
| 発売日   | 商品名                                                                                          | 歌 | 楽曲 | 備考                                                                          |
| 2007年   | 2007年                                                                                          | 2007年 | 2007年 | 2007年                                                                        |
| -------- | ----------------------------------------------------------------------------------------------- | --- | --- | ----------------------------------------------------------------------------- |
| 5月23日  | もってけ！セーラーふく                                                                          | 泉こなた（平野綾）、柊かがみ（加藤英美里）、柊つかさ（福原香織）、高良みゆき（遠藤綾） | 「もってけ！セーラーふく」 | テレビアニメ『らき☆すた』オープニングテーマ                                   |
| 5月23日  | もってけ！セーラーふく                                                                          | 泉こなた（平野綾）、柊かがみ（加藤英美里）、柊つかさ（福原香織）、高良みゆき（遠藤綾） | 「かえして！ニーソックス」 | テレビアニメ『らき☆すた』関連曲                                               |
| 6月27日  | THE POWERPUFF GIRLS Z ORIGINAL SOUNDTRACK                                                       | 赤堤ももこ（加藤英美里） | 「スウィートちょーだい」 「Touch me!」 | テレビアニメ『出ましたっ！パワパフガールズZ』関連曲                           |
| 7月11日  | TVアニメ『らき☆すた』エンディングテーマ集 〜ある日のカラオケボックス〜                          | 柊かがみ（加藤英美里） | 「セーラー服と機関銃」 「I'm proud」 | テレビアニメ『らき☆すた』エンディングテーマ                                   |
| 7月11日  | TVアニメ『らき☆すた』エンディングテーマ集 〜ある日のカラオケボックス〜                          | 泉こなた（平野綾）、柊かがみ（加藤英美里）、柊つかさ（福原香織）、高良みゆき（遠藤綾） | 「ドラえもんのうた」 「負けないで」 | テレビアニメ『らき☆すた』エンディングテーマ                                   |
| 8月8日   | もってけ！セーラーふくRe-Mix001〜7 burning Remixers〜                                           | 泉こなた（平野綾）、柊かがみ（加藤英美里）、柊つかさ（福原香織）、高良みゆき（遠藤綾） | 「もってけ！セーラーふく【調子こいて玉砕ミックス】」 「もってけ！セーラーふく【メタボ対策Mix】」 「もってけ！セーラーふく【中の人on the floor mix】」 「もってけ！セーラーふく【-うんだかだ〜教の野望-】」 「もってけ！セーラーふく【グルコサミっくす】」 「もってけ！セーラーふく【祭りミっくす！】」 「もってけ！セーラーふく【青春orzミックス】」 | テレビアニメ『らき☆すた』関連曲                                               |
| 9月5日   | らき☆すた キャラクターソング Vol.002 柊かがみ                                                   | 柊かがみ（加藤英美里） | 「ケンカ予報の時間だよ」 「100%? ナイナイナイ」 | テレビアニメ『らき☆すた』関連曲                                               |
| 12月26日 | らき☆すたRe-Mix002〜『ラキスタノキワミ、アッー』【してやんよ】〜                                | 泉こなた（平野綾）、柊かがみ（加藤英美里）、柊つかさ（福原香織）、高良みゆき（遠藤綾） | 「もってけ！セーラーふく EX.Motte[k]remix」 「もってけ！ニーソックス 」 「もってけ！セーラーふく Electro 乙女ちっく mix」 「もってけ！セーラーふく Bak-Bak-Bakoon!! mix」 | テレビアニメ『らき☆すた』関連曲                                               |
| 12月26日 | らき☆すたRe-Mix002〜『ラキスタノキワミ、アッー』【してやんよ】〜                                | らき☆すたのみんな | 「組曲「らき☆すた動画」」 | テレビアニメ『らき☆すた』関連曲                                               |
| 2008年   |                                                                                                 | | |                                                                               |
| 1月12日  | よろしく☆シャイ忍ガール！/ring my bell!                                                         | シャイニンガールズ | 「よろしく☆シャイ忍ガール！」 「ring my bell!」 | ボイスドラマ『美少女忍者 シャイニンガール！』オープニングテーマ               |
| 3月5日   | ハマってサボっておーまいがっ！                                                                  | 泉こなた（平野綾）、柊かがみ（加藤英美里）、柊つかさ（福原香織）、高良みゆき（遠藤綾） | 「ハマってサボっておーまいがっ！」 | ゲーム『らき☆すた 〜陵桜学園 桜藤祭〜』オープニングテーマ                     |
| 3月5日   | ハマってサボっておーまいがっ！                                                                  | 泉こなた（平野綾）、柊かがみ（加藤英美里）、柊つかさ（福原香織）、高良みゆき（遠藤綾） | 「なんてったって☆伝説」 | ゲーム『らき☆すた 〜陵桜学園 桜藤祭〜』エンディングテーマ                     |
| 3月26日  | milktub 15th ANNIVERSARY BEST ALBUM BPM200 ROCK'N'ROLL SHOW                                     | 泉こなた（平野綾）、柊かがみ（加藤英美里）、柊つかさ（福原香織）、高良みゆき（遠藤綾） | 「男子ムリムリ大改造」 |                                                                               |
| 8月27日  | 仮面のメイドガイ キャラクターソング2 なえか&英子&美和                                           | なえか（井口裕香）、英子（加藤英美里）、美和（小林ゆう） | 「Girly Talk」 | テレビアニメ『仮面のメイドガイ』関連曲                                        |
| 11月26日 | あかね色に染まる坂 キャラクターソング 綾小路華恋                                                | 綾小路華恋（加藤英美里） | 「少女テストは難しい」 「Cherry pink mystery」 | テレビアニメ『あかね色に染まる坂』エンディングテーマ                          |
| 2009年   |                                                                                                 | | |                                                                               |
| 3月25日  | ラブ★ゆう                                                                                       | 小鳩みこと（松来未祐）、冷泉院撫子（加藤英美里） | 「LOVE→YOU」 | ドラマCD『ラブ★ゆう』テーマソング                                             |
| 5月13日  | イチゴジャム                                                                                    | 片岡和瑞（加藤英美里） | 「イチゴジャム」 | ラジオ『えりとえみりのらじお・ふぁいなる・あぷろーちポータブル』テーマソング  |
| 7月31日  | Edge of the Destiny                                                                             | 零彗（谷山紀章）、ルシフェル（加藤英美里） | 「Edge of the Destiny」 | アーケードゲーム『デモンブライド』主題歌                                      |
| 7月31日  | 嘘                                                                                              | ルシフェル（加藤英美里） | 「嘘」 | アーケードゲーム『デモンブライド』主題歌                                      |
| 8月3日   | 佰物語                                                                                          | 阿良々木暦（神谷浩史）、戦場ヶ原ひたぎ（斎藤千和）、八九寺真宵（加藤英美里）、神原駿河（沢城みゆき）、千石撫子（花澤香菜）、羽川翼（堀江由衣）、忍野メメ（櫻井孝宏）、忍野忍（平野綾）、阿良々木火憐（喜多村英梨）、阿良々木月火（井口裕香） | 「思い出のアルバム」 「ありがとうさよなら」 | ドラマCD『佰物語』挿入歌                                                      |
| 8月26日  | Aggressive zone                                                                                 | ニードレス★ガールズ+ | 「Aggressive zone」 | テレビアニメ『NEEDLESS』エンディングテーマ                                    |
| 9月9日   | NEEDLESS "CHARACTERS LOVE MISSION"                                                              | ディスク（加藤英美里） | 「バイバイリボンのプレゼント」 | テレビアニメ『NEEDLESS』関連曲                                                |
| 9月25日  | Princess Diva!                                                                                  | 鳳条院聖華（加藤英美里） | 「ステキ follow me」 | テレビアニメ『プリンセスラバー！』関連曲                                      |
| 10月28日 | 化物語 Blu-ray & DVD 第二巻 限定版付属CD                                                        | 八九寺真宵（加藤英美里） | 「帰り道」 | テレビアニメ『化物語』オープニングテーマ                                      |
| 11月11日 | WANTED! for the love                                                                            | ニードレス★ガールズ+ | 「WANTED! for the love」 | テレビアニメ『NEEDLESS』エンディングテーマ                                    |
| 11月20日 | 武装神姫 BATTLE RONDO Original Soundtrack                                                       | エウクランテ（加藤英美里）、イーアネイラ（井上麻里奈） | 「Into the Shining World」 | ゲーム『武装神姫 BATTLE RONDO』オープニングテーマ                             |
| 12月3日  | ときめきメモリアル4 Character Single Box 前田一稀                                               | 前田一稀（加藤英美里） | 「Winding Road」 | ゲーム『ときめきメモリアル4』関連曲                                           |
| 2010年   |                                                                                                 | | |                                                                               |
| 1月27日  | な・り・あ・が・り☆                                                                             | 泉こなた（平野綾）、柊かがみ（加藤英美里）、柊つかさ（福原香織）、高良みゆき（遠藤綾） | 「な・り・あ・が・り☆」 | ゲーム『らき☆すた ネットアイドル・マイスター』オープニングテーマ              |
| 1月27日  | な・り・あ・が・り☆                                                                             | 泉こなた（平野綾）、柊かがみ（加藤英美里）、柊つかさ（福原香織）、高良みゆき（遠藤綾） | 「なんでだったっけアイドル？」 | ゲーム『らき☆すた ネットアイドル・マイスター』エンディングテーマ              |
| 2月24日  | バカとテストと召喚獣 キャラクターソングミニアルバム                                             | 木下秀吉（加藤英美里） | 「サクラサク サクラチル」 | テレビアニメ『バカとテストと召喚獣』関連曲                                    |
| 3月3日   | アークライズファンタジア サウンドトラック                                                       | アデール（加藤英美里） | 「滅びの歌」 「リアル・ソング」 | ゲーム『アークライズファンタジア』劇中歌                                      |
| 3月19日  | ときめきメモリアル4 ボーカル&ストーリーズ                                                       | 前田一稀（加藤英美里） | 「It's my Revolution」 | ゲーム『ときめきメモリアル4』関連曲                                           |
| 3月26日  | Bakatesu Gachinko Music                                                                         | 姫路瑞希（原田ひとみ）、島田美波（水橋かおり）、木下秀吉（加藤英美里）、霧島翔子（磯村知美） | 「晴れときどき笑顔」 | テレビアニメ『バカとテストと召喚獣』エンディングテーマ                        |
| 5月21日  | ねこタクシー Original Soundtrack                                                                | DJみちる（加藤英美里） | 「オンナの恋は上書き保存」 「オトコの恋は別名保存」 | テレビドラマ『ねこタクシー』挿入歌                                            |
| 5月26日  | 木下秀吉オンリーシングル 〜ワシとソングと演劇魂〜                                               | 木下秀吉（加藤英美里） | 「B.C.O」 「青春と夕暮れとスカート」 | テレビアニメ『バカとテストと召喚獣』関連曲                                    |
| 12月24日 | あか☆ぷろ!!!〜明るい三姉妹プロジェクト〜 キャラクターCD 第2巻 明井光                            | 明井光（加藤英美里） | 「DREAM QUEST」 | 『あか☆ぷろ!!!』関連曲                                                        |
| 2011年   |                                                                                                 | | |                                                                               |
| 4月27日  | はぴカピドーナッツ!!                                                                            | カッピ（加藤英美里）、スグリ（大久保瑠美） | 「はぴカピドーナッツ!!」 | テレビアニメ『はっぴ〜カッピ』オープニングテーマ                              |
| 5月19日  | 週刊コミックTV コミソンタイムCD                                                                 | 織田信長（加藤英美里） | 「目指せ！ 学校統一」 | 漫画『てんかぶ！』イメージソング                                              |
| 6月14日  | リオスパ Big Bonus Music                                                                        | Rio（加藤英美里） | 「バースディ」 「マシュマロ・キッス」 「キミに届かなくて」 「ハレリオ☆サンバ」 「こひすぱ」 | パチスロ『リオスパ Rioの大温泉』劇中歌                                        |
| 7月28日  | 恋のRock'n Roll Beat / 愛はこんな光                                                             | 綺羅凛（加藤英美里） | 「恋のRock'n Roll Beat」 | ゲーム『さかあがりハリケーン Portable』オープニングテーマ                     |
| 7月28日  | 恋のRock'n Roll Beat / 愛はこんな光                                                             | 綺羅凛（加藤英美里） | 「愛はこんな光」 | ゲーム『さかあがりハリケーン Portable』エンディング主題歌                     |
| 8月24日  | 電波女と青春男 キャラクターソングアルバム Vol.1                                                 | 御船流子（加藤英美里） | 「昼休みとヘルメットと同級生」 | テレビアニメ『電波女と青春男』関連曲                                          |
| 8月24日  | 明久ハーレムCD                                                                                  | 吉井明久（下野紘）、木下秀吉（加藤英美里） | 「学園カオスのススメ」 | テレビアニメ『バカとテストと召喚獣にっ！』関連曲                              |
| 9月7日   | 百花繚乱                                                                                        | 大友ソウリン（加藤英美里） | 「百花繚乱」 | パチンコ『CR戦国乙女2』劇中歌                                                 |
| 9月21日  | ゆるゆりのうたシリーズ♪05 きらいじゃないもん                                                    | 大室櫻子（加藤英美里） | 「きらいじゃないもん」 「365コ」 | テレビアニメ『ゆるゆり』関連曲                                                |
| 9月21日  | ゆるゆり すぺしゃるさうんどCD                                                                   | 杉浦綾乃（藤田咲）、池田千歳（豊崎愛生）、大室櫻子（加藤英美里）、古谷向日葵（三森すずこ） | 「ゆりゆららららゆるゆり大事件 生徒会ばーじょん」 | テレビアニメ『ゆるゆり』関連曲                                                |
| 10月19日 | NHKおかあさんといっしょ 最新ベスト それがともだち                                               | ミーニャ（加藤英美里） | 「ポコポッテイト」 | NHK「おかあさんといっしょ」『ポコポッテイト』主題歌                           |
| 10月26日 | ワシと僕らと恋愛術                                                                              | 木下秀吉（加藤英美里） | 「朝っぱらから風に誘われたのじゃ。」 「ラムネ色の日曜日」 「マサカマジカ？ ナゼカマジカ！」 「流星になって」 | テレビアニメ『バカとテストと召喚獣にっ！』関連曲                              |
| 10月26日 | ワシと僕らと恋愛術                                                                              | 木下秀吉 & 木下優子（加藤英美里） | 「twins,oh no! no more double!!」 | テレビアニメ『バカとテストと召喚獣にっ！』関連曲                              |
| 11月2日  | 虹の架け橋                                                                                      | 毛利モトナリ（能登麻美子）、長宗我部モトチカ（井上麻里奈）、大友ソウリン（加藤英美里） | 「虹の架け橋」 | パチンコ『CR戦国乙女2』劇中歌                                                 |
| 11月16日 | 「Treasure!」と、その他「ベン・トー」な歌つめ合わせ                                             | 著莪あやめ（加藤英美里） | 「Treasure!」 | テレビアニメ『ベン・トー』オープニングテーマ                                  |
| 11月16日 | 「Treasure!」と、その他「ベン・トー」な歌つめ合わせ                                             | 著莪あやめ（加藤英美里） | 「ひとくち♡ちょうだい」 | テレビアニメ『ベン・トー』関連曲                                              |
| 12月21日 | 電波女と青春男 キャラクターソングアルバム Vol.2                                                 | 藤和エリオ（大亀あすか）、御船流子（加藤英美里）、前川さん（渕上舞） | 「にわ君、すなわち転校生、あるいはイトコ」 | テレビアニメ『電波女と青春男』関連曲                                          |
| 12月21日 | 化物語 音楽全集Songs&Soundtracks                                                                | 八九寺真宵（加藤英美里） | 「帰り道」 | テレビアニメ『化物語』オープニングテーマ                                      |
| 2012年   |                                                                                                 | | |                                                                               |
| 1月10日  | 武装神姫 Character Song Vol.3                                                                   | エウクランテ（加藤英美里） | 「風色のため息」 | ゲーム『武装神姫 BATTLE MASTERS Mk.2』関連曲                                  |
| 1月25日  | UN-GO ORIGINAL SOUNDTRACK                                                                       | 夜長姫 | 「ヴァルハラ処女ヶ丘」 「Beautiful dreamer」 | テーマアニメ『UN-GO』挿入歌                                                   |
| 3月14日  | 七森中♪りさいたる BD特典CD                                                                      | 七森中☆ごらく部、七森中☆生徒会 | 「ゆりゆららららゆるゆり大事件」 | テレビアニメ『ゆるゆり』関連曲                                                |
| 3月14日  | 七森中♪りさいたる BD特典CD                                                                      | 七森中☆生徒会 | 「ゆりゆららららゆるゆり大事件」 | テレビアニメ『ゆるゆり』関連曲                                                |
| 5月30日  | ゆるゆりでゅえっとそんぐ♪ 恋のダブルパンチ                                                      | さくひま＊ひまさく | 「恋のダブルパンチ」 「よしなしOKI☆DOKI」 | テレビアニメ『ゆるゆり』関連曲                                                |
| 8月29日  | めだかボックス Blu-ray＆DVD 第2巻 スペシャルCD                                                  | 不知火半袖（加藤英美里） | 「こみかるいーたー不知火ちゃん」 | テレビアニメ『めだかボックス』関連曲                                          |
| 9月19日  | ゆるゆり♪♪みゅーじっく07 きらいっぱい×すきいっぱい                                              | 大室櫻子（加藤英美里） | 「きらいっぱい×すきいっぱい」 「でもでもバレバレだ!?」 | テレビアニメ『ゆるゆり♪♪』関連曲                                              |
| 11月21日 | ゆるゆり♪♪すぺしゃるなさうんどCD その3 ウチらも歌いたいなぁ、綾乃ちゃん？                       | 七森中☆生徒会 | 「100%ちゅ〜学生」 | テレビアニメ『ゆるゆり♪♪』関連曲                                              |
| 12月5日  | 秘宝伝 〜太陽を求める者達〜 サウンドトラック                                                    | コレット（加藤英美里） | 「フルスロットル！」 「キラ☆キラ」 | パチスロ『秘宝伝〜太陽を求める者達〜』劇中歌                                  |
| 2013年   |                                                                                                 | | |                                                                               |
| 1月31日  | 冬空高く凛として                                                                                | 三城真白（加藤英美里） | 「冬空高く凛として」 | ゲーム『ラブ☆トレ』関連曲                                                     |
| 2月6日   | ゆるゆりのうた♪あるばむ2 「はいっ！テ・ウ・ガ♪〜High Tension Ultra girls〜」                    | 七森中☆ごらく部、七森中☆生徒会、魔女っ娘ミラクるん（竹達彩奈） | 「え〜る♪ -ゆるゆり★ライブすたぁ〜ず！バージョン-」 | テレビアニメ『ゆるゆり♪♪』関連曲                                              |
| 5月21日  | 戦国乙女3 〜乱〜 ORIGINAL SOUND TRACK                                                           | 徳川イエヤス（千葉紗子）、今川ヨシモト（山本麻里安）、大友ソウリン（加藤英美里）、毛利モトナリ（能登麻美子）、長宗我部モトチカ（井上麻里奈）                                                                                                 | 「君がいた風に」 「虹の架け橋」 | CR『戦国乙女3 〜乱〜』劇中歌                                                  |
| 5月21日  | 戦国乙女3 〜乱〜 ORIGINAL SOUND TRACK                                                           | 大友ソウリン（加藤英美里） | 「百花繚乱」 | CR『戦国乙女3 〜乱〜』劇中歌                                                  |
| 6月26日  | プリティーリズム・レインボーライブ 〜プリズム☆ソロコレクション〜                                | 彩瀬なる（加藤英美里） | 「ハート♥イロ♥トリドリ〜ム」 | テレビアニメ『プリティーリズム・レインボーライブ』挿入歌                      |
| 6月26日  | 武装神姫 キャラクターソング クララ                                                              | クララ（加藤英美里） | 「キャンバス」 | テレビアニメ『武装神姫』関連曲                                                |
| 7月31日  | KACHIGUMI                                                                                       | 泉こなた（平野綾）、柊かがみ（加藤英美里） | 「KACHIGUMI」 | Webアニメ『宮河家の空腹』オープニングテーマ                                   |
| 12月18日 | プリティーリズム・レインボーライブ 〜プリズム☆ユニットコレクション〜                            | ハッピーレイン♪ | 「I Wannabee myself 〜自分らしくいたい！〜」 | テレビアニメ『プリティーリズム・レインボーライブ』エンディングテーマ          |
| 12月18日 | プリティーリズム・レインボーライブ 〜プリズム☆ユニットコレクション〜                            | ハッピーレイン♪ | 「どしゃぶりHAPPY!」 | テレビアニメ『プリティーリズム・レインボーライブ』挿入歌                      |
| 12月25日 | 傾物語 BD & DVD 第一巻 限定版特典CD                                                             | 八九寺真宵（加藤英美里） | 「happy bite」 | テレビアニメ『傾物語』オープニングテーマ                                      |
| 2014年   |                                                                                                 | | |                                                                               |
| 2月19日  | プリティーリズム・レインボーライブ 〜プリズム☆デュオコレクション〜                              | 彩瀬なる（加藤英美里）、蓮城寺べる（戸松遥） | 「Little Wing&Beautiful Pride」 | テレビアニメ『プリティーリズム・レインボーライブ』挿入歌                      |
| 3月26日  | リトル・チャレンジャー                                                                          | I-1club | 「リトル・チャレンジャー」 | アニメ映画『Wake Up, Girls! 七人のアイドル』挿入歌                            |
| 3月26日  | リトル・チャレンジャー                                                                          | I-1club | 「シャツとブラウス」 | アニメ映画『Wake Up, Girls! 七人のアイドル』挿入歌                            |
| 4月23日  | 極上スマイル                                                                                    | I-1club | 「極上スマイル」 「ジェラ」 | テレビアニメ『Wake Up, Girls!』挿入歌                                         |
| 11月19日 | レディGO ハシャGO だいしゅーGO! たまごっち！                                                    | みらいっち（加藤英美里）、くるるっち（斎藤千和） | 「みらくる☆トラベル」 | テレビアニメ『たまごっち！ 〜みらくる☆フレンズ〜』オープニングテーマ          |
| 2015年   |                                                                                                 | | |                                                                               |
| 9月11日  | 劇場版プリパラ み〜んなあつまれ！プリズム☆ツアーズ テラコズミック☆スペシャルツアーセット 特典CD | SAINTS、SoLaMiDressing | 「Make it! -SAINTS & SoLaMiDressing ver.-」 | 劇場アニメ『劇場版プリパラ み〜んなあつまれ!プリズム☆ツアーズ』挿入歌         |
| 9月23日  | 終焉-Re:act-                                                                                    | B香（加藤英美里） | 「やさしいおばけ話」 | 『終焉ノ栞プロジェクト』関連曲                                                |
| 10月28日 | がっこうぐらし！ キャラクターソングアルバム                                                     | 丈槍由紀（水瀬いのり）&恵飛須沢胡桃（小澤亜李）feat.太郎丸（加藤英美里） | 「カラフル・ミラクル・バルーーーーン」 | テレビアニメ『がっこうぐらし！』関連曲                                        |
| 10月28日 | がっこうぐらし！ キャラクターソングアルバム                                                     | 学園生活部 | 「卒業あるばむ」 | テレビアニメ『がっこうぐらし！』関連曲                                        |
| 11月11日 | 運命の女神                                                                                      | I-1club Team S | 「運命の女神」 「リトル・チャレンジャー2015」 | テレビアニメ『Wake Up, Girls!』関連曲                                         |
| 11月18日 | ゆるゆり なちゅやちゅみ!+ すぺしゃるなさうんどCD その1 私たちだって歌うわよ！                   | 七森中☆生徒会 | 「おひるねゆにばーす」 | テレビアニメ『ゆるゆり なちゅやちゅみ!+』エンディングテーマ                   |
| 12月16日 | ゆるゆり うた♪ソロ！07 サクラコ☆いんとろでゅーす                                                | 大室櫻子（加藤英美里） | 「サクラコ☆いんとろでゅーす」 「マ/ジ/ンBUSTER!」 | テレビアニメ『ゆるゆり さん☆ハイ!』関連曲                                     |
| 2016年   |                                                                                                 | | |                                                                               |
| 1月13日  | レザレクション/止まらない未来                                                                   | I-1club | 「止まらない未来」 | アニメ映画『Wake Up, Girls! Beyond the Bottom』挿入歌                         |
| 1月20日  | ゆるゆり さん☆ハイ! すぺしゃるなさうんどCD その3 生徒会だってうたってみたいー!                  | 七森中☆生徒会 | 「ちょちょちょ！ゆるゆり☆かぷりっちょ!!!」 | テレビアニメ『ゆるゆり さん☆ハイ!』関連曲                                     |
| 2月17日  | ゆるゆり さん☆ハイ! すぺしゃるなさうんどCD その4 わたしたちだって負けていられませんわ!          | 七森中☆生徒会 | 「あっちゅ〜ま青春!」 | テレビアニメ『ゆるゆり さん☆ハイ!』関連曲                                     |
| 4月27日  | STAR☆T                                                                                          | Chuuuuu♡Lip | 「わたしたちのスタートライン！」 | ゲーム『バトルガール ハイスクール』関連曲                                     |
| 5月18日  | ゆるゆり さん☆ハイ! すぺしゃるなさうんどCD その7 みんなでうたおう!                              | 七森中☆らいぶすたぁ〜ず | 「おひるねゆにばーす」 「あっちゅ〜ま青春！（えんでぃんぐ♪ぱふぉ〜まんすver.）」 | テレビアニメ『ゆるゆり さん☆ハイ!』関連曲                                     |
| 8月10日  | マホウのノート 〜GRANBLUE FANTASY〜                                                             | ルリア（東山奈央）、シェロカルテ（加藤英美里） | 「マホウのノート」 | ゲーム『グランブルーファンタジー』関連曲                                      |
| 8月10日  | マホウのノート 〜GRANBLUE FANTASY〜                                                             | シェロカルテ（加藤英美里） | 「マホウのノート」 | ゲーム『グランブルーファンタジー』関連曲                                      |
| 12月21日 | キミはワタシの…♡/Growing×Heart                                                                  | Pixie | 「キミはワタシの…♡」 | ゲーム『バトルガール ハイスクール』関連曲                                     |
| 2017年   |                                                                                                 | | |                                                                               |
| 3月15日  | ガールフレンド（仮） キャラクターソングシリーズ Vol.03                                          | 鈴河凜乃（加藤英美里） | 「Hey You！ 相棒」 | 『ガールフレンド（仮）』関連曲                                                |
| 5月17日  | ガールフレンド（仮） キャラクターソングシリーズ Vol.05                                          | すいすいキャット | 「青春短水路」 | 『ガールフレンド（仮）』関連曲                                                |
| 7月26日  | ホシノキズナ                                                                                    | 神樹ヶ峰女学園星守クラス | 「ホシノキズナ」 | テレビアニメ『バトルガール ハイスクール』オープニングテーマ                   |
| 10月25日 | 終物語 BD・DVD第6巻特典CD                                                                       | 八九寺真宵（加藤英美里） | 「terminal terminal」 | テレビアニメ『終物語』オープニングテーマ                                      |
| 2018年   |                                                                                                 | | |                                                                               |
| 1月24日  | バトルガール ハイスクール BD・DVD第3巻特典CD                                                    | 綿木ミシェル（加藤英美里） | 「ホシノキズナ」 「わたしたちのスタートライン！」 「キミはワタシの…♡」 「Dear Dreamer」 | テレビアニメ『バトルガール ハイスクール』関連曲                               |
| 1月31日  | 君とプログレス/Jewelry Wonderland                                                               | I-1club | 「君とプログレス」 「Jewelry Wonderland」 | テレビアニメ『Wake Up, Girls! 新章』挿入歌                                    |
| 3月25日  | GAME PriPara Music Collection vol.5                                                             | マイキャラガールズ | 「Forever Friends 〜1/74億分の奇跡〜」 | ゲーム『アイドルタイムプリパラ』関連曲                                        |
| 3月25日  | GAME PriPara Music Collection vol.5                                                             | マイキャラ☆ぱっちり（加藤英美里） | 「Forever Friends 〜1/74億分の奇跡〜」 | ゲーム『アイドルタイムプリパラ』関連曲                                        |
| 6月30日  | GAME PriPara Music Collection vol.6                                                             | マイキャラガールズ | 「スススス天才スマイル」 | ゲーム『アイドルタイムプリパラ』関連曲                                        |
| 6月30日  | GAME PriPara Music Collection vol.6                                                             | マイキャラ☆ぱっちり（加藤英美里） | 「スススス天才スマイル」 | ゲーム『アイドルタイムプリパラ』関連曲                                        |
| 8月29日  | DeCIDE                                                                                          | SUMMONERS 2+ | 「DeCIDE」 | テレビアニメ『異世界魔王と召喚少女の奴隷魔術』オープニングテーマ              |
| 8月29日  | DeCIDE                                                                                          | SUMMONERS 2+ | 「イルメナイト」 | テレビアニメ『異世界魔王と召喚少女の奴隷魔術』関連曲                          |
| 8月29日  | wicked prince                                                                                   | princess à la mode | 「wicked prince」 | ゲーム『〈物語〉シリーズ ぷくぷく』テーマソング                               |
| 9月22日  | GAME PriPara Music Collection vol.7                                                             | マイキャラガールズ | 「ありがとう、ごめんね、また明日」 | ゲーム『アイドルタイムプリパラ』関連曲                                        |
| 9月22日  | GAME PriPara Music Collection vol.7                                                             | マイキャラ☆ぱっちり（加藤英美里） | 「ありがとう、ごめんね、また明日」 | ゲーム『アイドルタイムプリパラ』関連曲                                        |
| 2019年   |                                                                                                 | | |                                                                               |
| 5月25日  | GAME Pri☆chan Music Collection vol.1                                                            | マイキャラガールズ | 「パシャッとパシャ☆ステでゴー！ 〜Go★Go Pri☆chan!〜」 | ゲーム『キラッとプリ☆チャン』関連曲                                           |
| 5月25日  | GAME Pri☆chan Music Collection vol.1                                                            | マイキャラ☆ピュア（加藤英美里） | 「パシャッとパシャ☆ステでゴー！ 〜Go★Go Pri☆chan!〜」 | ゲーム『キラッとプリ☆チャン』関連曲                                           |
| 6月12日  | Fate/kaleid liner Prisma☆Illya プリズマ☆ファンタズム 音楽集                                     | 穂群原学園小等部のみんな | 「カレイド☆フェスティバル！」 | OVA『Fate/kaleid liner Prisma☆Illya プリズマ☆ファンタズム』オープニングテーマ |
| 6月26日  | ショウタイム フロンティア！                                                                     | フロンティア芸術学校 | 「ショウタイム フロンティア！」 「ディスカバリー！」 | ゲーム『少女☆歌劇 レヴュースタァライト -Re LIVE-』関連曲                      |
| 9月14日  | GAME Pri☆chan Music Collection vol.2                                                            | マイキャラガールズ | 「Forever Friends 〜1/74億分の奇跡〜（プリ☆チャン2018ver.）」 「スススス天才スマイル（プリ☆チャン2018ver.）」 「ありがとう、ごめんね、また明日（プリ☆チャン2018ver.）」 | ゲーム『キラッとプリ☆チャン』関連曲                                           |
| 10月16日 | 少女☆歌劇 レヴュースタァライト レヴューアルバム ラ・レヴュー・エターナル                        | 天堂真矢（富田麻帆）、大場なな（小泉萌香）、鳳ミチル（尾崎由香）、鶴姫やちよ（工藤晴香）、胡蝶静羽（佐々木未来）、恵比寿つかさ（加藤英美里）                                                                                                 | 「裏切りのクレタ」 | ゲーム『少女☆歌劇 レヴュースタァライト -Re LIVE-』関連曲                      |
| 2020年   |                                                                                                 | | |                                                                               |
| 8月26日  | ECHOES                                                                                          | ST AR-15（加藤英美里） | 「Hagane」 | ゲーム『ドールズフロントライン』関連曲                                        |
| 12月2日  | キラッとプリ☆チャン♪ソングコレクション〜from RAINBOW SKY〜                                      | プリティーオールフレンズ | 「プリマ☆ドンナ？メモリアル！」 | テレビアニメ『キラッとプリ☆チャン♪』挿入歌                                    |
| 2021年   |                                                                                                 | | |                                                                               |
| 7月21日  | YURUYURI GORAKUBU&SEITOKAI BEST ALBUM SPECIAL EDITION                                           | 七森中☆生徒会 | 「ゆりゆららららゆるゆり大事件-10周年 生徒会Ver.-」 | 『ゆるゆり』関連曲                                                            |
| 9月22日  | L・O・V・E                                                                                      | カンナ（長縄まりあ）、才川リコ（加藤英美里） | 「うぃすぱー・うぃずゆー」 | テレビアニメ『小林さんちのメイドラゴンS』関連曲                               |
| 2022年   |                                                                                                 | | |                                                                               |
| 9月21日  | レヴューアルバム アルカナ・アルカディア                                                         | 大月あるる（潘めぐみ）、叶美空（竹達彩奈）、恵比寿つかさ（加藤英美里）、胡蝶静羽（佐々木未来）、野々宮ララフィン（富田美憂） | 「闇を照らすもの」 | ゲーム『少女☆歌劇 レヴュースタァライト -Re LIVE-』関連曲                      |
| 2023年   |                                                                                                 | | |                                                                               |
| 8月30日  | はっする∞らびりんす!! 〜おこたみより愛を込めて〜 〜GRANBLUE FANTASY〜                           | ルナール（大久保瑠美）、シェロカルテ（加藤英美里）、マキラ（門脇舞以）、メリッサベル（三上枝織）、ミラオル（大西沙織）、ザーリリャオー（山下七海）                                                                                           | 「はっする∞らびりんす!! 〜おこたみより愛を込めて〜」 | ゲーム『グランブルーファンタジー』関連曲                                      |
| 8月30日  | はっする∞らびりんす!! 〜おこたみより愛を込めて〜 〜GRANBLUE FANTASY〜                           | ルナール（大久保瑠美）、シェロカルテ（加藤英美里） | 「はっする∞らびりんす!! 〜おこたみより愛を込めて〜」 | ゲーム『グランブルーファンタジー』関連曲                                      |

### その他参加作品
| 発売日         | 商品名                                                      | 歌                             | 楽曲 | 備考                                                           |
| -------------- | ----------------------------------------------------------- | ------------------------------ | --- | -------------------------------------------------------------- |
| 2007年10月3日  | 百歌声爛 -女性声優編-                                       | 加藤英美里                     | 「CHA-LA HEAD-CHA-LA」〜 「キミのアシタ」〜 「希望のカケラ」〜 「ロマンティックあげるよ」〜 「乙女のポリシー」〜 「わぴこ元気予報！」〜 「夢を信じて」〜 「リトル・ダーリン」〜 「残酷な天使のテーゼ」〜 「魔訶不思議アドベンチャー」 |                                                                |
| 2013年4月17日  | Twinkle Voice 〜声の贈り物〜                                | 加藤英美里                     | 「うれしい！たのしい！大好き！」 |                                                                |
| 2013年4月17日  | Twinkle Voice 〜声の贈り物〜                                | Twinkle Voice All Stars        | 「空も飛べるはず」 |                                                                |
| 2014年10月22日 | Wonderful Wonder World*                                     | Yun*chi / コーラス：加藤英美里 | 「Dancing*」 |                                                                |
| 2020年4月8日   | マギアレコード 魔法少女まどか☆マギカ外伝 BD・DVD第2巻特典CD | 加藤英美里                     | 「ウワサ数え唄」 | テレビアニメ『マギアレコード 魔法少女まどか☆マギカ外伝』挿入歌 |

### シリーズ一覧
1. ↑  第1期（2005年）、第2期『それぞれの翼』（2006年）
2. ↑  第1期（2007年）、第2期『しゅごキャラ!! どきっ』（2008年）
3. ↑  第1期（2007年）、第2期『第弐幕』（2007年）
4. ↑  第1作（2007年）、第2作『ハヤテのごとく!!』（2009年）、第4作『ハヤテのごとく！ Cuties』（2013年）
5. ↑  第1期（2008年 - 2009年）、第2期『II』（2010年）、第3期『Book of Circus』（2014年）、第4期『-寄宿学校編-』（2024年）、第5期『緑の魔女編-』（2025年）
6. ↑  『化物語』（2009年）、『偽物語』（2012年）、『〈物語〉シリーズ セカンドシーズン』（2013年 - 2014年、「花物語」を含む）、『暦物語』（2016年）、『終物語』（2017年）、『続・終物語』（2019年）
7. ↑  第1シーズン（2009年 - 2010年）、第2シーズン『爆』（2010年 - 2011年）、第3シーズン『4D』（2011年 - 2012年）
8. ↑  第1期（2010年）、第2期『生徒会役員共*』（2014年）
9. ↑  第1期（2010年）、第2期『にっ！』（2011年）
10. ↑  第1期（2011年）、第2期『ゆるゆり♪♪』（2012年）、特別編『ゆるゆり なちゅやちゅみ!+』（2015年）、第3期『ゆるゆり さん☆ハイ!』（2015年）
11. ↑  第1期（2012年）、第2期『アブノーマル』（2012年）
12. ↑  第3期『みらくるフレンズ』（2013年 - 2014年）、第4期『GO-GO たまごっち!』（2014年 - 2015年）
13. ↑  第1期（2013年）、第2期『ツヴァイ！』（2014年）、第3期『ツヴァイ ヘルツ！』（2015年）、第4期『ドライ!!』（2016年）
14. ↑  第1シリーズ（2013年 - 2014年）、第2シリーズ（2014年 - 2015年）、第3シリーズ『円卓崩壊』（2021年）
15. ↑  第1期（2014年）、第2期『新章』（2017年 - 2018年）
16. ↑  第1期（2014年）、第2期『戒めの復活』（2018年）、第3期『神々の逆鱗』（2020年）、第4期『憤怒の審判』（2021年）
17. ↑  第1期（2014年）、第2期『Re:␣ ハマトラ』（2014年）
18. ↑  第1期（2015年）、第2期『II』（2018年）、第3期『III』（2018年）、第4期『IV』（2022年）
19. ↑  第1期（2017年）、第2期『S』（2021年）
20. ↑  第1期（2017年）、第2期『Season 2』（2019年）
21. ↑  第1期（2018年）、第2期『〜大盛り〜』（2020年）、第3期『ふぃーばー！』（2021年 - 2022年）
22. ↑  第1期（2018年）、第2期『Ω』（2021年）
23. ↑  第2期『2nd Season』（2019年）、第3期『3rd Season』（2020年）、『ガルパ5周年記念アニメ』（2022年）
24. ↑  第1期（2019年）、第2期『2』（2020年）
25. ↑  第1期『-癒し篇-』（2019年）、第2期『-狂乱篇-』（2019年 - 2020年）
26. ↑  第1期『1st SEASON』（2020年）、第2期『2nd SEASON -覚醒前夜-』（2021年）、第3期『Final SEASON -浅き夢の暁-』（2022年）
27. ↑  第2期『来訪者編』（2020年）、スペシャル『追憶編』（2021年）、第3期（2024年）
28. ↑  Season 1:第1クール（2022年）、Season 1:第2クール（2022年）、Season 2（2023年）
29. ↑  『[前編] 始まりの物語』（2012年）、『[後編]永遠の物語』（2012年）、『[新編] 叛逆の物語』（2013年）、『〈ワルプルギスの廻天〉』（2026年）
30. ↑  第1作（2017年7月21日）、第2作『2』（2021年1月1日）
31. ↑  第1作『dear sisters』（2024年）、第2作『dear friends』（2024年）
32. ↑  『グランブルーファンタジー』（2014年 - 2024年）[153]、『ヴァーサス』（2020年）、『ヴァーサス -ライジング-』（2023年）、『リリンク』（2024年）
33. ↑  『パチンコCR化物語』（2014年）、『パチスロ偽物語』『A-SLOT偽物語』（2016年）、『パチンコCR偽物語』（2018年）

### 初出話一覧
1. ↑  第5期 第1話初出
2. ↑  第81話初出
3. ↑  第7話初出
4. ↑  第1話初出

### ユニットメンバー
1. ↑  加藤英美里、鎌田梢、板東愛、鹿野優以、大越多佳子
2. ↑  イヴ（喜多村英梨）、クルス（遠藤綾）、セツナ（後藤沙緒里）、未央（牧野由依）、ディスク（加藤英美里）
3. ↑  イヴ（喜多村英梨）、ディスク（加藤英美里）、セツナ（後藤沙緒里）、未央（牧野由依）、梔（茅原実里）
4. ↑  常実公美（加藤英美里）、梅澤夢乃（牧野由依）、中橋澄香（安済知佳）
5. 1 2  赤座あかり（三上枝織）、歳納京子（大坪由佳）、船見結衣（津田美波）、吉川ちなつ（大久保瑠美）
6. 1 2 3 4 5 6 7  杉浦綾乃（藤田咲）、池田千歳（豊崎愛生）、大室櫻子（加藤英美里）、古谷向日葵（三森すずこ）
7. ↑  大室櫻子（加藤英美里）、古谷向日葵（三森すずこ）
8. ↑  彩瀬なる（加藤英美里）、涼野いと（小松未可子）、福原あん（芹澤優）
9. ↑  吉岡茉祐、加藤英美里、大坪由佳、津田美波
10. ↑  大坪由佳、加藤英美里、津田美波、福原香織、山本希望、明坂聡美、安野希世乃
11. ↑  阿澄佳奈、大久保瑠美、加藤英美里
12. ↑  真中らぁら（茜屋日海夏）、南みれぃ（芹澤優）、北条そふぃ（久保田未夢）、東堂シオン（山北早紀）、ドロシー・ウェスト（澁谷梓希）、レオナ・ウェスト（若井友希）
13. ↑  丈槍由紀（水瀬いのり）、恵飛須沢胡桃（小澤亜李）、若狭悠里（M・A・O）、直樹美紀（高橋李依）、佐倉慈（茅野愛衣）、太郎丸（加藤英美里）
14. ↑  大坪由佳、加藤英美里、津田美波、福原香織
15. 1 2  山本希望、加藤英美里、津田美波、福原香織、明坂聡美、安野希世乃、上田麗奈
16. ↑  綿木ミシェル（加藤英美里）、蓮見うらら（内田真礼）、芹沢蓮華（南條愛乃）、粒咲あんこ（内山夕実）、藤宮桜（久野美咲）
17. ↑  赤座あかり（三上枝織）、歳納京子（大坪由佳）、船見結衣（津田美波）、吉川ちなつ（大久保瑠美）、杉浦綾乃（藤田咲）、池田千歳（豊崎愛生）、大室櫻子（加藤英美里）、古谷向日葵（三森すずこ）
18. ↑  綿木ミシェル（加藤英美里）、蓮見うらら（内田真礼）、朝比奈心美（原田ひとみ）
19. ↑  鈴河凜乃（加藤英美里）、君嶋里琉（田村睦心）
20. ↑  星月みき（洲崎綾）、若葉昴（佐倉綾音）、成海遥香（雨宮天）、天野望（東山奈央）、火向井ゆり（上坂すみれ）、常磐くるみ（早見沙織）、煌上花音（本渡楓）、国枝詩穂（下地紫野）、粒咲あんこ（内山夕実）、芹沢蓮華（南條愛乃）、楠明日葉（田村睦心）、藤宮桜（久野美咲）、南ひなた（五十嵐裕美）、サドネ（悠木碧）、千導院楓（木戸衣吹）、綿木ミシェル（加藤英美里）、朝比奈心美（原田ひとみ）、蓮見うらら（内田真礼）、ミサキ（高橋李依）
21. 1 2 3  マイキャラ☆フレッシュ・マイキャラ☆きりっと（阿澄佳奈）、マイキャラ☆クール（大久保瑠美）、マイキャラ☆ぱっちり（加藤英美里）、マイキャラ☆おっとり（伊藤かな恵）
22. ↑  芹澤優、和氣あず未、原由実、大久保瑠美、加藤英美里
23. ↑  戦場ヶ原ひたぎ（斎藤千和）、羽川翼（堀江由衣）、八九寺真宵（加藤英美里）、神原駿河（沢城みゆき）、千石撫子（花澤香菜）、斧乃木余接（早見沙織）、阿良々木火憐（喜多村英梨）、阿良々木月火（井口裕香）、老倉育（井上麻里奈）、忍野扇（水橋かおり）
24. 1 2  マイキャラ☆げんき（阿澄佳奈）、マイキャラ☆つよき（大久保瑠美）、マイキャラ☆ピュア（加藤英美里）、マイキャラ☆おっとり（伊藤かな恵）、マイキャラ☆かっこいい（斎賀みつき）、マイキャラ☆こあくま（牧野由依）
25. ↑  イリヤスフィール・フォン・アインツベルン（門脇舞以）、美遊・エーデルフェルト（名塚佳織）、クロエ・フォン・アインツベルン（斎藤千和）、桂美々（佐藤聡美）、嶽間沢龍子（加藤英美里）、栗原雀花（伊藤かな恵）、森山那奈亀（伊瀬茉莉也）
26. ↑  大月あるる（潘めぐみ）、叶美空（竹達彩奈）、野々宮ララフィン（富田美憂）、恵比寿つかさ（加藤英美里）、胡蝶静羽（佐々木未来）
27. ↑  阿澄佳奈、大久保瑠美、加藤英美里、茜屋日海夏、伊達朱里紗、林鼓子
28. ↑  白石涼子、松本梨香、加藤英美里、南條愛乃、朴璐美、渕上舞、宝木久美、今井麻美、佐藤聡美、ささきのぞみ、大久保瑠美